# Orrin Dubbs Bleakley

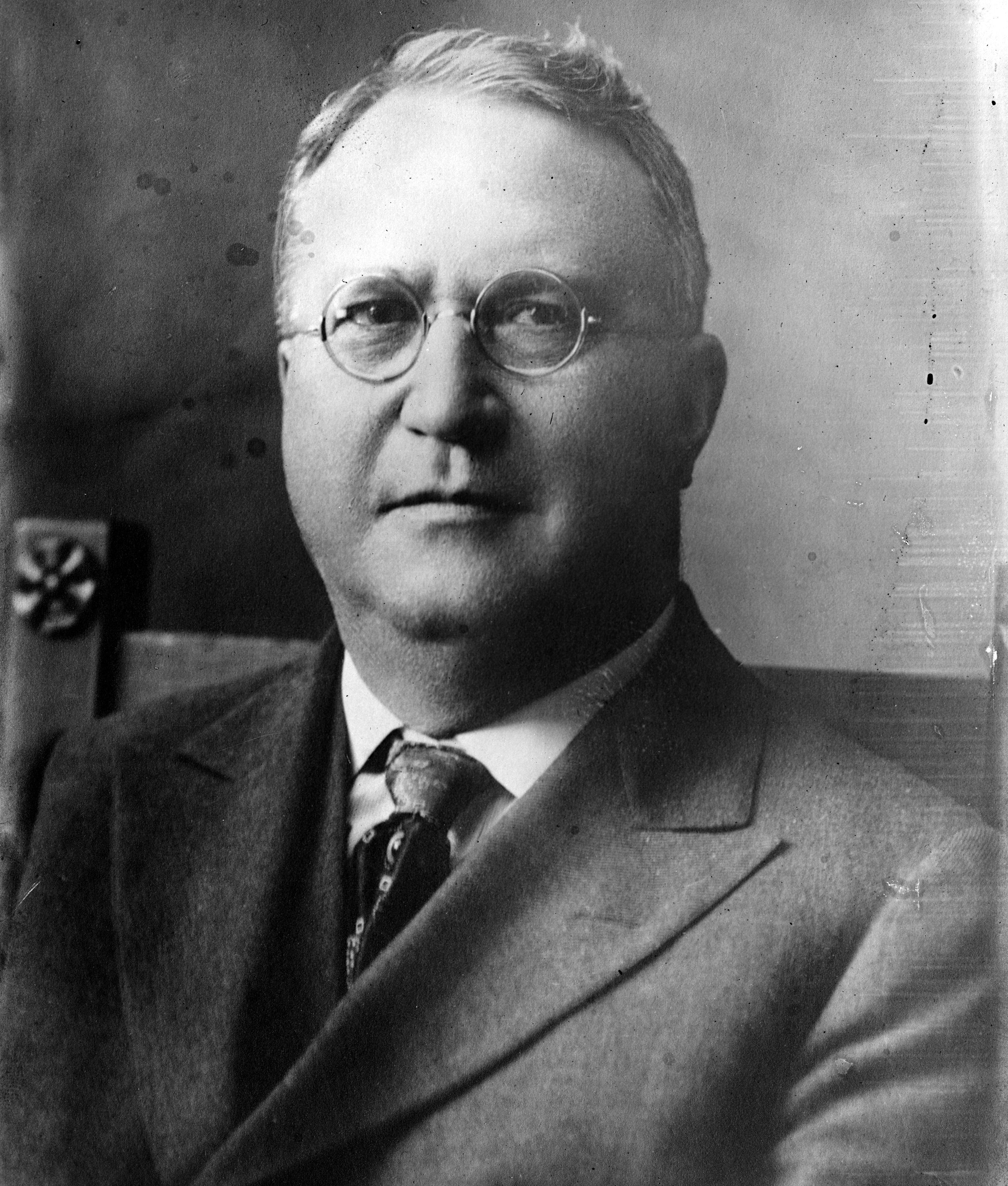
Orrin Dubbs Bleakley

Orrin Dubbs Bleakley (* 15. Mai 1854 in Franklin, Venango County, Pennsylvania; † 3. Dezember 1927 in Robinson, Illinois) war ein US-amerikanischer Politiker. Von März bis April 1917 vertrat er den Bundesstaat Pennsylvania im US-Repräsentantenhaus.

## Werdegang
Orrin Bleakley besuchte die öffentlichen Schulen seiner Heimat und studierte danach an der Universität Bonn im Königreich Preußen. Nach seiner Rückkehr nach Pennsylvania arbeitete er bis 1876 zusammen mit seinem Vater im Bankgewerbe. Anschließend war er bis 1883 im Ölgeschäft tätig. In diesem Jahr gründete er die Firma Franklin Trust Company, deren Präsident er wurde. Politisch wurde er Mitglied der Republikanischen Partei. Im Juni 1904 nahm er als Delegierter an der Republican National Convention in Chicago teil, auf der Präsident Theodore Roosevelt zur Wiederwahl nominiert wurde.
Bleakley war außerdem republikanischer Bezirksvorsitzender im Venango County. Bei den Kongresswahlen des Jahres 1916 wurde er im 28. Wahlbezirk von Pennsylvania in das US-Repräsentantenhaus in Washington, D.C. gewählt, wo er am 4. März 1917 die Nachfolge von Samuel Henry Miller antrat. Er war der erste amerikanische Politiker, der nach seiner Wahl per Flugzeug von seinem Heimatstaat nach Washington flog bzw. geflogen wurde. Bleakley übte sein Mandat nur bis zum 3. April 1917 aus. An diesem Tag trat er zurück, nachdem er wegen eines Verstoßes gegen den Federal Corrupt Practices Act of 1910 zu einer Geldstrafe verurteilt worden war. Hintergrund war die Überschreitung seines gesetzlich vorgeschriebenen Wahlkampfetats von 5000 Dollar.
Nach dem Ende seiner Zeit im US-Repräsentantenhaus arbeitete Orrin Bleakley wieder in der Bankenbranche. Er starb am 3. Dezember 1927 in Robinson und wurde in Franklin beigesetzt.